# Ballersdorf
Ballersdorf là một xã thuộc tỉnh Haut-Rhin trong vùng Grand Est, đồng bắc Pháp. Xã này có diện tích 10,72 km², dân số năm 1999 là 856 người. Khu vực này có độ cao trung bình 303 mét trên mực nước biển.